# Sa Kaeo
Sa Kaeo (Thai สระแก้ว) ist die Hauptstadt des Landkreises (Amphoe) Mueang Sa Kaeo und der Provinz Sa Kaeo. Die Provinz Sa Kaeo liegt im Osten der Zentralregion Thailands.

## Geographie
Sa Kaeo liegt am östlichen Rand der Zentralregion und ist etwa 220 Kilometer von der Hauptstadt Bangkok entfernt. In den bewaldeten Bergen auf der Grenze zwischen den Provinzen Sa Kaeo und Prachin Buri liegt der Nationalpark Pang Sida (Thai: อุทยานแห่งชาติปางสีดา).

## Geschichte
Sa Kaeo ist erst seit 1993 Hauptstadt der damals aus der Provinz Prachin Buri herausgelösten Provinz.

## Wirtschaft und Bedeutung
Sa Kaeo ist ein Zentrum des Handels mit Kambodscha, der über die Grenzstadt Aranyaprathet abgewickelt wird.

## Sehenswürdigkeiten
- Sakaeo – Sakhwan (Thai: สระแก้ว สระขวัญ) – zwei mit Steinmauern eingefasste Teiche etwas außerhalb der Stadt gelegen, deren Wasser als heilig angesehen wird. Es wurde früher bei der Krönungszeremonie benutzt.

## Persönlichkeiten
- Prapart Kobkaew (* 1984), Fußballspieler
- Kanok Kohyangphueak (* 1989), Fußballspieler
- Chiraphong Raksongkham (* 2001), Fußballspieler